# Nome e cognome tour 2006
Nome e Cognome Tour 2006 è la tournée realizzata nel 2006 da Luciano Ligabue in seguito alla pubblicazione dell'album omonimo, avvenuta l'anno prima.

## Descrizione
Questo tour è stato concepito con 4 diversi spettacoli, ognuno pensato per un diverso tipo di ambiente. La prima parte del tour comprende i concerti tenuti nei club di Luciano con i ClanDestino, la sua prima band, nel febbraio 2006. Nella seconda parte Ligabue si è esibito in primavera nei palasport con La Banda, la sua band attuale. Nella terza parte, estiva, Ligabue ha girato gli stadi di tutta Italia con entrambe le band e Mauro Pagani. Infine da settembre a dicembre si è svolta l'ultima parte del tour, che ha portato le canzoni del Liga nei teatri, riarrangiate in versione esclusivamente acustica.
Il tour, ufficialmente conclusosi il 17 dicembre 2006, vede come effettive date conclusive del tour quelle dedicate a tre concerti organizzati in collaborazione con il comune di Reggio Emilia e tenutesi al Teatro Municipale Valli di Reggio, il cui ricavato è stato dato in beneficenza per quattro progetti di solidarietà. Per l'ultima data del 22 dicembre, in più il comune di Reggio predispone, nell'area antistante il Teatro Valli, un maxischermo gigante (6metri x 8metri) che trasmette in diretta quest'ultimo concerto, dopo un lungo tour che in realtà ha avuto inizio con il Giorno dei giorni (Campovolo-ReggioEmilia, 10 settembre 2005). Questi ultimi tre concerti vogliono infatti segnare il ritorno dell'artista lì dove questo tour era iniziato, e concludere dunque questo anno di record per Ligabue.
Il 24 novembre 2006 è uscito il DVD del Nome e cognome tour 2006 comprendente 4 concerti, uno per ogni parte del Tour e un quinto dvd di contenuti speciali.

## Date del tour

### Club - febbraio
- 07/02 Milano, Alcatraz
- 08/02 Nonantola, Vox club
- 15/02 Firenze, Flog
- 17/02 Orzinuovi, Buddha cafè
- 19/02 Milano, Rolling Stone
- 20/02 Cesena, Vidia club
- 22/02 Senigallia, Mamamia

### Palasport - marzo e aprile
- 26/03 Genova, Mazda Palace
- 27/03 Genova, Mazda Palace
- 30/03 Caserta, PalaMaggiò
- 03/04 Perugia, PalaEvangelisti
- 04/04 Perugia, PalaEvangelisti
- 06/04 Pesaro, BPA Palas
- 08/04 Brescia, Palasport San Filippo
- 11/04 Torino, Mazda Palace
- 12/04 Torino, Mazda Palace

### Stadi - da maggio ad agosto
- 19/05 Ancona, Stadio del Conero
- 23/05 Udine, Stadio Friuli
- 27/05 Milano, Stadio Giuseppe Meazza
- 31/05 Firenze, Stadio Artemio Franchi
- 03/06 Roma, Stadio Olimpico
- 08/06 Bologna, Stadio Renato Dall'Ara
- 14/07 Padova, Stadio Euganeo
- 18/07 Salerno, Stadio Arechi
- 22/07 Palermo, Velodromo Paolo Borsellino
- 27/07 Cagliari, Fiera
- 30/07 Sassari, Stadio Vanni Sanna
- 03/08 Bari, Stadio della Vittoria
- 06/08 Pescara, Stadio Adriatico

### Teatri - da ottobre a dicembre
- 03/10 Verona, Teatro Filarmonico
- 05/10 Como, Teatro Sociale
- 07/10 Firenze, Teatro Verdi
- 08/10 Firenze, Teatro Verdi
- 09/10 Genova, Teatro Carlo Felice
- 11/10 Saint-Vincent, Palais
- 12/10 Saint-Vincent, Palais
- 14/10 Varese, Teatro di Varese
- 16/10 Mantova, Teatro Sociale
- 17/10 Ravenna, Teatro Dante Alighieri
- 18/10 Ravenna, Teatro Dante Alighieri
- 20/10 Trento, Auditorium Santa Chiara
- 22/10 Ferrara, Teatro comunale
- 24/10 Parma, Teatro Regio
- 25/10 Cremona, Teatro Ponchielli
- 27/10 Trento, Auditorium Santa Chiara
- 28/10 Venezia, Gran Teatro La Fenice
- 30/10 Brescia, Nuovo Teatro (ex Palabrescia)
- 31/10 Bergamo, Creberg Teatro Bergamo
- 03/11 Trieste, Politeama Rossetti
- 04/11 Trieste, Politeama Rossetti
- 06/11 Torino, Teatro Regio
- 08/11 Piacenza, Teatro Politeama
- 09/11 Cesena, Nuovo Teatro Carisport
- 11/11 Ascoli Piceno, Teatro Ventidio Basso
- 12/11 Ascoli Piceno, Teatro Ventidio Basso
- 14/11 Novara, Teatro Coccia
- 15/11 Novara, Teatro Coccia
- 17/11 Milano, Teatro degli Arcimboldi
- 18/11 Milano, Teatro degli Arcimboldi
- 19/11 Milano, Teatro degli Arcimboldi
- 21/11 Napoli, Teatro Augusteo
- 22/11 Napoli, Teatro Augusteo
- 24/11 Roma, Gran Teatro
- 25/11 Roma, Gran Teatro
- 27/11 Palermo, Teatro Massimo Vittorio Emanuele
- 28/11 Catania, Teatro Metropolitan
- 29/11 Catania, Teatro Metropolitan
- 01/12 Reggio Calabria, Teatro Francesco Cilea
- 02/12 Reggio Calabria, Teatro Francesco Cilea
- 04/12 Cosenza, Teatro di tradizione Alfonso Rendano
- 06/12 Lecce, Teatro Politeama Greco
- 07/12 Lecce, Teatro Politeama Greco
- 09/12 Livorno, Teatro Carlo Goldoni
- 11/12 Roma, Gran Teatro
- 12/12 Roma, Gran Teatro
- 14/12 Roma, Gran Teatro
- 15/12 Roma, Gran Teatro
- 17/12 Roma, Gran Teatro
- 19/12 Reggio Emilia, Teatro Municipale Romolo Valli, Concerto di beneficenza
- 20/12 Reggio Emilia, Teatro Municipale Romolo Valli, Concerto di beneficenza
- 22/12 Reggio Emilia, Teatro Municipale Romolo Valli, Concerto di beneficenza

## Nome e cognome tour 2006 (DVD)
Il 24 novembre 2006 è uscito Nome e cognome tour 2006, il cofanetto DVD che racchiude 4 concerti registrati durante il tour, uno per ogni parte della tournée (quindi un concerto nei club, uno nei palasport, uno negli stadi ed uno nei teatri). In più un quinto DVD contiene un documentario di un'ora ("Giorno per giorno") ed altri contenuti speciali di backstage.
- DVD1/Club - Concerto nei Club (7 febbraio 2006 All'Alcatraz di Milano con i ClanDestino)
- DVD2/Palasport - Concerto nei Palazzetti (11 aprile 2006 Al Mazda Palace di Torino con La Banda)
- DVD3/Stadio - Concerto negli Stadi (27 maggio 2006 Allo stadio Meazza di Milano con i ClanDestino e La Banda, è lo stesso luogo dove fu registrato il video Ligabue a San Siro: il meglio del concerto nel 1997)
- DVD4/Teatro - Concerto nei Teatri (7-8 ottobre 2006 Al Teatro Verdi di Firenze)
- DVD5/Extra - 100 minuti di extra: rockumentario "Giorno per giorno" ed altri contenuti speciali

### Contenuti

#### DVD1/Club
1. Figlio d'un cane 3.48
2. Cosa vuoi che sia 5.26
3. Happy hour 4.53
4. Una vita da mediano 7.08
5. I duri hanno due cuori 3.36
6. Bar Mario 7.33
7. Walter il mago 5.41
8. Le donne lo sanno 4.51
9. Ho messo via 4.26
10. Salviamoci la pelle!!!! 3.34
11. Lettera a G 8.25
12. Freddo cane in questa palude 1.54
13. Angelo della nebbia 3.13
14. Questa è la mia vita 7.56
15. Il giorno dei giorni 8.47
16. L'amore conta 6.16
17. Libera nos a malo 5.51
18. Balliamo sul mondo 3.43
19. Piccola stella senza cielo 4.16
20. Tra palco e realtà 3.51
21. Urlando contro il cielo 4.02

#### DVD2/Palasport
1. Vivo morto o x 6.36
2. Tutti vogliono viaggiare in prima 5.48
3. Seduto in riva al fosso 3.54
4. Ti sento 4.27
5. Piccola città eterna 4.51
6. Happy hour 5.01
7. Eri bellissima 4.24
8. Voglio volere 3.51
9. Si viene e si va 6.28
10. Ho perso le parole 4.35
11. Il giorno dei giorni 4.51
12. Sulla mia strada  3.56
13. Metti in circolo il tuo amore 7.16
14. Certe notti 6.54
15. Le donne lo sanno 5.52
16. Piccola stella senza cielo 4.17
17. Tra palco e realtà 4.09
18. Balliamo sul mondo 4.23
19. L'amore conta 6.19
20. A che ora è la fine del mondo? 5.43
21. Urlando contro il cielo 4.53

#### DVD3/Stadio
1. Il giorno dei giorni 5.53
2. Tutti vogliono viaggiare in prima 5.23
3. L'amore conta 7.14
4. Quella che non sei 7.33
5. È più forte di me 4.53
6. L'odore del sesso 4.14
7. Il giorno di dolore che uno ha 3.34
8. Lambrusco & popcorn 5.17
9. Happy hour 5.52
10. Il mio nome è mai più 3.28
11. Anime in plexiglass 3.08
12. Bar Mario 8.35
13. Sarà un bel souvenir 4.34
14. Marlon Brando è sempre lui 6.15
15. Viva! 3.49
16. A che ora è la fine del mondo? 4.11
17. Regalami il tuo sogno 7.21
18. Ho messo via 6.34
19. Piccola stella senza cielo 6.02
20. Questa è la mia vita 4.52
21. Le donne lo sanno 4.33
22. Balliamo sul mondo 7.01
23. Tra palco e realtà 6.32
24. Certe notti 8.45
25. Libera nos a malo 3.35
26. Urlando contro il cielo 4.34
27. Leggero 9.27

#### DVD4/Teatro
Primo tempo
1. Sono qui per l'amore 4.53
2. Sogni di rock'n'roll 5.15
3. Cerca nel cuore 5.46
4. Ho messo via 4.36
5. Il giorno dei giorni 6.14
6. Reading: Gli anni in cui eravamo distratti (Poesia tratta da Lettere d'amore nel frigo di Luciano Ligabue) 2.05
7. Camera con vista sul deserto 7.23
8. Hai un momento, Dio? 5.52
9. Vivo morto o x 6.03
10. Reading: A quanto pare mia madre non dovrebbe avermi abortito (Poesia tratta da Lettere d'amore nel frigo di Luciano Ligabue) 1.47
11. Questa è la mia vita 7.24

Secondo tempo
1. Giorno per giorno 8.15
2. Ancora in piedi 8.23
3. Vivere a orecchio 5.46
4. Non è tempo per noi 3.52
5. Reading: Il guscio rotto (Poesia tratta da Lettere d'amore nel frigo di Luciano Ligabue) 1.43
6. Lettera a G 6.34
7. I ragazzi sono in giro 6.55
8. Tutte le strade portano a te 4.26
9. Reading: Un amore è pronto a sudare (Poesia tratta da Lettere d'amore nel frigo di Luciano Ligabue) 2.14
10. Ho perso le parole 7.14
11. Le donne lo sanno 7.35
12. Piccola stella senza cielo 4.24
13. Happy hour 4.33
14. Cosa vuoi che sia 5.15
15. Reading: Liberi tutti (Poesia tratta da Lettere d'amore nel frigo di Luciano Ligabue) 2.36
16. Urlando contro il cielo 4.14
17. Tra palco e realtà 3.47

#### DVD5/Extra
1. Giorno per giorno (Rockumentario) - 1.26.43
2. Secondo tempo (Dietro sopra e sotto il palco di San Siro) - 1.15.53
3. Soundcheck/Jukebox (Sette brani provati in un soundcheck) - 9.15
4. I ragazzi sono in giro (Banda e ClanDestino in tour) - 5.54
5. Lo zoo è qui (Animali in libertà) - 8.10
6. Sono qui per l'amore (Videoclip) - 4.36
7. Galleria fotografica - 42.34

## Le band

### DVD1/Club

#### ClanDestino
- Batteria: Gigi Cavalli Cocchi
- Basso: Luciano Ghezzi
- Chitarra: Max Cottafavi
- Chitarra: Niccolò Bossini
- Tastiere: Giovanni Marani

### DVD2/Palasport

#### La Banda
- Batteria: Roberto Pellati
- Basso: Antonio Righetti
- Chitarra: Federico Poggipollini
- Chitarra: Mel Previte
- Chitarra: Niccolò Bossini
- Tastiere: Josè Fiorilli

### DVD3/Stadio

#### ClanDestino
- Batteria e percussioni: Gigi Cavalli Cocchi
- Basso: Luciano Ghezzi
- Chitarra: Max Cottafavi
- Chitarra: Niccolò Bossini
- Tastiere: Giovanni Marani

#### La Banda
- Batteria: Roberto Pellati
- Basso: Antonio Righetti
- Chitarra: Federico Poggipollini
- Chitarra: Mel Previte
- Chitarra: Niccolò Bossini
- Tastiere: Josè Fiorilli
- Bouzouki, violino e mandola: Mauro Pagani

### DVD4/Teatro

#### La Banda
- Batteria e percussioni: Roberto Pellati
- Basso e contrabbasso: Antonio Righetti
- Chitarra e sax: Mel Previte
- Tastiere, armonium, fisarmonica e glockenspiel: Josè Fiorilli
- Bouzouki, violino, mandola, flauto e armonica: Mauro Pagani